# Bahnstrecke Huaihua–Hengyang
| Huaihua–Hengyang 怀衡铁路 | Huaihua–Hengyang 怀衡铁路 |
| ------------------------- | ------------------------- |
| Streckenlänge:            | 314 km                    |
| Spurweite:                | 1435 mm (Normalspur)      |
| Stromsystem:              | 25 kV 50 Hz ~             |
| Maximale Neigung:         | 13 ‰                      |
| Minimaler Radius:         | 2800 m                    |
| Streckengeschwindigkeit:  | 200 km/h                  |
| Zweigleisigkeit:          | durchgehend               |
|                           |                           |

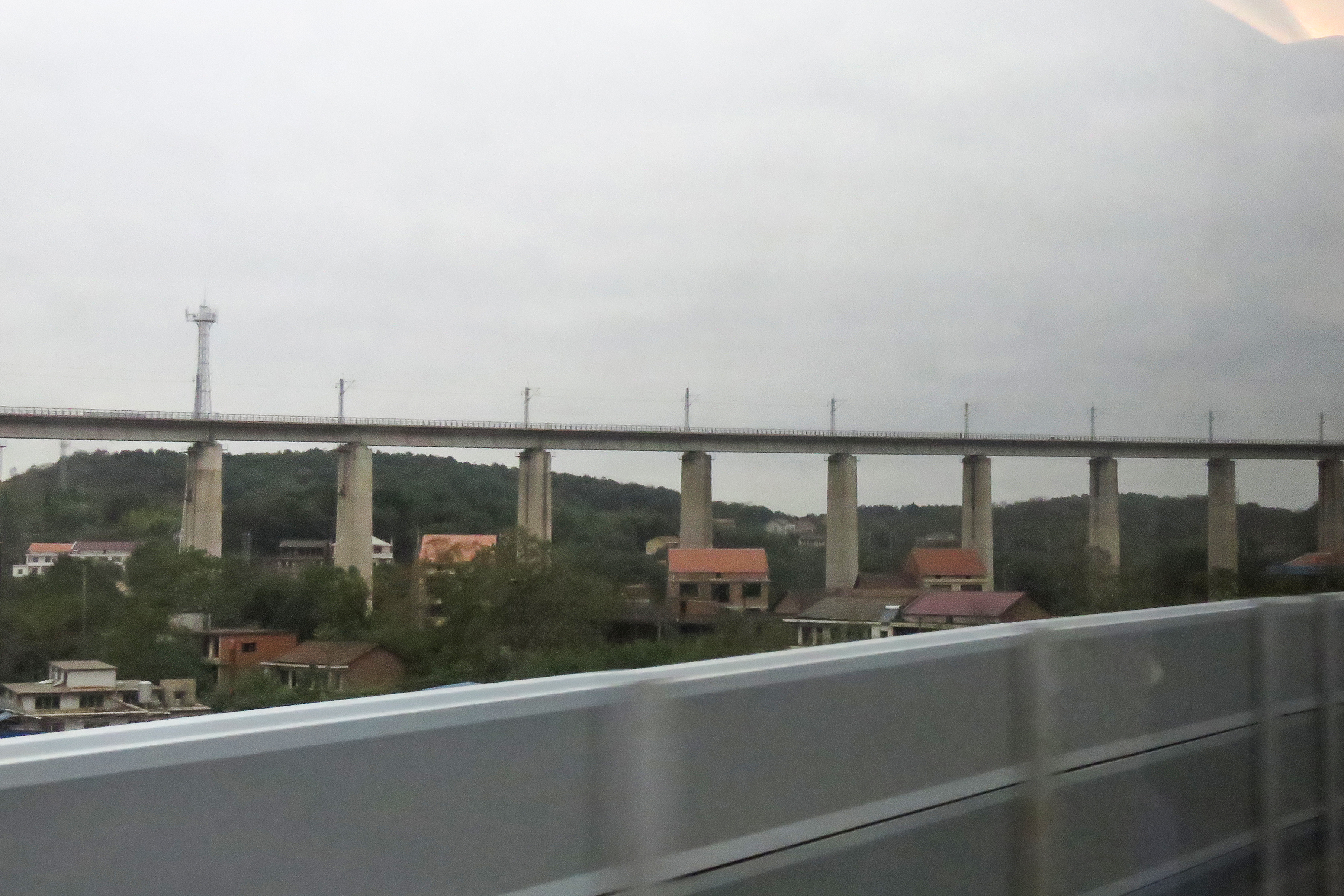
Huaihua-Hengyang-Bahn in der Nähe von Nonglin (2018)

Die Bahnstrecke Huaihua–Hengyang, auch Huaiheng-Bahn, ist eine Neubaustrecke in der Provinz Hunan in der Volksrepublik China.

## Geschichte
Die Bauzeit betrug viereinhalb Jahre. Der fahrplanmäßige Verkehr wurde am 26. Dezember 2018 aufgenommen.

## Technik
Die Strecke ist für Mischverkehr ausgelegt, 318 km lang und verläuft zwischen den Städten Huaihua und Hengyang. Sie hat sechs Bahnhöfe. Die Strecke weist 41 Tunnel und 243 Brücken oder hochgeständerte Abschnitte auf. 57 % der Trasse bestehen aus Kunstbauten. Der längste Tunnel ist mehr als 17 km lang. Der Abstand zwischen den Gleisachsen beträgt 4,40 m, der minimale Kurvenradius 2800 m, nach Möglichkeit wurden aber 3500 m nicht unterschritten. Die maximale Steigung beträgt 13 ‰, wobei sie meist nicht mehr als 6 ‰ beträgt.
Die Strecke ist für 200 km/h Höchstgeschwindigkeit ausgelegt, das soll aber künftig auf 250 km/h gesteigert werden. Im Güterverkehr sollen bis zu 880 m lange, 4000 t schwere Züge verkehren.
Die Kosten für den Bau betrugen 32,4 Mrd. Renminbi (4,2 Mrd. Euro).